# Riltons Vanner
Riltons Vänner (Rilton's Friends), es un grupo sueco a cappella formado en 1999, Estocolmo.

## Historia
Se formó en el invierno de 1999, cuando cinco amigos en el Gimnasio de Música de Estocolmo formaron un grupo a cappella. Su primer álbum, "Kompis" ("el Compinche"), vino en 2002, y el grupo comenzó a realizar giras. En 2005 su último álbum " Här är la pasión " (" Aquí es la pasión ") fue lanzado y consiguió el premio al mejor álbum. Durante los años, Riltons Vänner se ha hecho uno de pocos grupos profesionales vocales de Suecia. Ellos han hecho alrededor de 500 funciones en diferentes partes como Suecia, Noruega, Alemania, EE. UU., Finlandia y Rusia, ellos han cooperado con varios artistas conocidos suecos.

## Miembros
- Linnéa Olsson (soprano)
- Matilda Lindell (soprano)
- Mia Öhman (alto)
- Daniel Greayer (barytone)
- Sebastian Rilton (bass)

### Antiguos miembros
- Ida Carnestedt
- Mathilda Lindgren (mezzosoprano)

## Discografía
- Kompis (2002)
- Kamrat (2003)
- Här är passion (2005)
- De vill att vi bugar och niger (2008)
- Japanmix (2009)
- Orkar, Orkar Inte (2019)